# Al-Is
Al-Is (arab. ‏العيس‎) – miejscowość w Syrii, w muhafazie Aleppo. W spisie z 2004 roku liczyła 4801 mieszkańców.
Miejscowość znajduje się na zboczu wzgórza, ponad drogą M5 prowadzącą do Aleppo.

## Historia najnowsza
1 kwietnia 2016 wieś wraz z istotnym taktycznie wzgórzem została zdobyta przez terrorystów Dżabhat an-Nusra. Syryjska armia odzyskała Al-Is 8 lutego 2020 roku.